# Yu Yiting
Yu Yiting (余依婷S, Yú YītíngP; Quzhou, 5 settembre 2005) è una nuotatrice cinese, specializzata nello stile libero.

## Carriera
Specializzata nei misti, nel 2023 ha vinto la medaglia di bronzo nei 200 metri misti ai mondiali di Fukuoka; anche nell'edizione di Doha dell'anno successivo ha conquistato la medaglia di bronzo nella stessa disciplina, oltre alla medaglia d'oro nella staffetta 4x100 metri stile libero mista.

## Palmarès
- Giochi olimpici

Parigi 2024: bronzo nella 4x100m sl e nella 4x100m misti.
- Mondiali

Fukuoka 2023: bronzo nei 200m misti.
Doha 2024: oro nella 4x100m sl mista, bronzo nei 200m misti.
Singapore 2025: argento nella 4x100m misti mista, bronzo nella 4x200m sl e nella 4x100m misti
- Mondiali in vasca corta

Abu Dhabi 2021: argento nei 200m misti e bronzo nella 4×100m misti.
- Giochi asiatici

Hangzhou 2022: oro nei 200m misti, nei 400m misti e nella 4×100m sl e argento nei 50m farfalla.